# Florentinus Wang
Florentinus Wang (* 17. Jahrhundert; begraben 20. Februar 1742) war ein deutscher Orgelbauer, der im 18. Jahrhundert im Herzogtum Nassau wirkte.

## Leben und Werk
Über Florentinus Wang sind kaum biografische Details bekannt. Er stammte aus Lützenburg (= Luxemburg) und machte sich in Hadamar mit einer Werkstatt selbstständig. In den Jahren 1708 und 1713 ist er als Pate in Hadamar nachgewiesen. Sein Wirkungsbereich erstreckte sich vor allem auf das nördliche Nassau, er wirkte aber auch in Landgrafschaft Hessen-Darmstadt.
Charakteristisch ist der fünfteilige Prospektaufbau mit außen zwei hohen Rundtürmen, seltener Spitztürmen. Zwei nach innen abfallende Harfenfeldern oder zwei hochrechteckige Flachfelder vermitteln zu einem niedrigen Rundturm in der Mitte. Ein Gesims verbindet die Rundtürme. Die Türme stehen auf Konsolen, die mit Rankenwerk geschmückt sind. Alternativ ist der mittlere Rundturm überhöht mit zwei nach außen abfallenden Flachfeldern. Wang baute einmanualige Orgeln ohne selbstständiges Pedal; nur in Dillenburg gab es ein freies Pedal. Bei einigen Orgeln wird das fehlende Pedalwerk durch die Gravität eines 16′ im Manualwerk aufgefangen. Alternativ oder unterstützend kommt eine Quinte 6′ zum Einsatz, die zusammen mit einem 8′ einen akustischen 16′ erzeugt. Im Manualwerk finden sich häufig Terz neben einem meist fünffachen Cornett und ein Zungenregister.
Wangs Schüler wurde Andreas Scheld, der in der ersten Hälfte des 18. Jahrhunderts von Niederscheld aus arbeitete. Wang wurde am 20. Februar 1742 in Hadamar beerdigt.

## Werkliste
Kursivschreibung gibt an, dass die Orgel nicht oder nur noch das historische Gehäuse erhalten ist. In der fünften Spalte bezeichnet die römische Zahl die Anzahl der Manuale, ein großes „P“ ein selbstständiges Pedal, ein kleines „p“ ein angehängtes Pedal. Die arabische Zahl gibt die Anzahl der klingenden Register an. Die letzte Spalte bietet Angaben zum Erhaltungszustand oder zu Besonderheiten. Kursivschreibung zeigt an, dass die Orgel nicht oder nur noch der Prospekt erhalten ist.
| Jahr      | Ort            | Kirche                             | Bild | Manuale | Register | Bemerkungen |
| --------- | -------------- | ---------------------------------- | ---- | ------- | -------- | --- |
| 1698–1701 | Hattenrod      | Evangelische Kirche                |      |         |          | Zuschreibung Neubau; nicht erhalten |
| 1703      | Ettingshausen  | Evangelische Kirche                |      | I       | 8        | Zuschreibung Neubau; 1878 ersetzt |
| 1703      | Grünberg       | Stadtkirche                        |      | I/p     | 12       | Neubau; 1812 in die Hospitalkirche umgesetzt und nicht erhalten |
| 1710      | Diez           | St. Peter                          |      | I       |          | Aufstellung einer gebrauchten Orgel; nicht erhalten |
| 1715–1716 | Diez           | Schloss Oranienstein, Kapelle      |      | I/p     |          | Neubau; 1935 durch Wilhelm Sauer ersetzt; Gehäuse erhalten |
| 1719      | Dillenburg     | Evangelische Stadtkirche           |      | I/P     | 13       | Neubau; Prospekt erhalten |
| 1722      | Kirchähr       | St. Bartholomäus und St. Sebastian |      | I       |          | Zuschreibung Neubau; nicht erhalten |
| 1722      | Niederselters  | St. Christophorus                  |      | I       |          | Zuschreibung Neubau; nicht erhalten |
| 1723      | Eppenrod       | Ev. Kirche                         |      |         |          | Zuschreibung Neubau; Gehäuse erhalten |
| 1723      | Flacht         | Ev. Kirche                         |      | I       | 15       | Zuschreibung Neubau; Gehäuse erhalten |
| 1725      | Schönbach      | Ev. Kirche                         |      | I       |          | Zuschreibung Neubau; reich verzierter Prospekt und 6 Register erhalten |
| 1725      | Emmerichenhain | Ev. Kirche                         |      | I       | 11       | Neubau; Gehäuse und Register teilweise erhalten |
| 1726–1727 | Daaden         | Evangelische Kirche                |      | I/p     | 15       | Neubau; 1908 ersetzt; Gehäuse erhalten (sehr ähnlich wie Haigar) |
| 1732      | Haiger         | Evangelische Stadtkirche           |      | I/p     | 14       | 1730 Neubauvertrag; Gehäuse und Register zur Hälfte erhalten |
| 1749?     | Steinbrücken   | Evangelische Kapelle               |      | I       | 5        | Neubau, Wang eindeutig zugewiesen, ursprünglich für die Hugenottenkirche (Usingen), 1908 nach Merkenbach, 1951 Psychiatrie Herborn, Ende 1980er Stadtkirche Herborn, seit 2013 Steinbrücken; weitgehend erhalten |
| ?         | Driedorf       | Ev. Kirche                         |      |         |          | Neubau; 1819 verbrannt |
| ?         | Siegen         | Unteres Schloss, Hofkapelle        |      |         |          | Vermutung Neubau, Disposition wie Oranienstein; nicht erhalten |